# クラウディア・ヴェーバー
クラウディア・ヴェーバー（Claudia Edeltraud Weber、1967年11月6日-) はドイツのノルトライン＝ヴェストファーレン州出身の柔道選手。現役時代は72kg超級の選手。身長170cm。体重118kg。

## 人物
西ドイツの72kg超級の選手として1980年代半ばから活躍していたものの、レギーナ・ジークムント、カリン・クッツに次ぐ3番手の選手だった。しかし、1991年のドイツ国際で優勝すると、ヨーロッパ選手権でも2位となった。世界選手権では無差別に出場すると、準決勝で中国の荘暁岩に送襟絞で敗れるも3位になった。1992年には前年に続いてヨーロッパ選手権でも2位となり、国内のライバルに競い勝ってバルセロナオリンピック出場を果たした。しかし、オリンピックでは3回戦で坂上洋子に大外刈で敗れると、その後の3位決定戦でもフランスのナタリナ・ルピノに大腰で敗れて5位に終わり、メダルを獲得できなかった。

## 主な戦績
(階級表記のない大会は全て72kg超級での成績)
- 1985年 - オーストリア国際　3位
- 1986年 - ソ連女子国際　3位
- 1986年 - ベルギー国際　3位
- 1987年 - ベルギー国際　2位
- 1987年 - ドイツ国際　3位
- 1988年 - ドイツ国際　優勝
- 1988年 - ポーランド国際　2位
- 1988年 - ベルギー国際　3位
- 1989年 - フランス国際　2位
- 1989年 - オランダ国際　3位
- 1989年 - イギリス国際　2位
- 1989年 - ヨーロッパ選手権　5位
- 1990年 - 世界学生　72kg超級　2位　無差別　3位
- 1991年 - フランス国際　2位
- 1991年 - ドイツ国際　優勝
- 1991年 - ヨーロッパ選手権　2位
- 1991年 - 世界選手権　無差別　3位
- 1992年 - イギリス国際　3位
- 1992年 - ヨーロッパ選手権　2位
- 1992年 - バルセロナオリンピック　5位
- 1993年 - オーストリア国際　3位
- 1994年 - ハンガリー国際　3位
- 1994年 - オランダ国際　3位
- 1994年 - イギリス国際　2位
- 1994年 - 世界学生　3位
- 1995年 - ドイツ国際　5位
- 1995年 - オランダ国際　3位